# Divano
«Divano» es el primer sencillo de Era extraído del álbum Era 2.
La carátula del sencillo es la contraportada de su álbum original.

## Video
Es el único video de ERA filmado en blanco y negro, aparece (al igual que en la mayoría de los videos de Era) Irene Bustamante interpretando a una mujer músico que compone la canción Divano y siglos más tarde la partitura original es quemada en la época de los nazis.

## Listado
- CD maxi sencillo

1. Álbum versión — 3:55
2. Madona — 4:19
3. Misere mani — 4:02
4. Avemano — 4:15

- CD sencillo (Promo)

1. Álbum versión — 3:55

- CD sencillo (2da versión)

1. Álbum versión — 3:55
2. Madona — 4:19

- Datos: Q12838618